# Serge Gakpé
Serge Gakpé (* 7. května 1987, Bondy, Seine-Saint-Denis) je tožský fotbalový záložník, který hraje za FC Nantes druhou nejvyšší francouzskou soutěž Ligue 2.

## Klubová kariéra
V roce 1995 začal hrát fotbal za UMS Pontault-Combault, odkud roku 2001 přestoupil do AS Monaka, kde hraje doposud. Tento francouzský záložník se narodil ve Francii, ale má občanství státu Togo. Svůj první profesionální kontrakt podepsal 4. ledna 2007 a nastupoval s číslem 17. Zde odehrál za tři a půl roku devadesát utkání. Zkušenosti sbíral i na hostování v Tours. V lednu 2011 mu vypršel kontrakt a stěhoval se zdarma do druholigového Nantes, kde je smluvně vázán do léta 2013.

## Reprezentační kariéra
Za tožskou reprezentaci si odbyl debut 6. září 2009 v zápase proti Maroku. Dodnes odehrál 7 utkání ve kterých vstřelil jeden gól.